# Clive Granger
Ngài Clive William John Granger /ˈɡreɪndʒər/ (4 tháng 9 năm 1934 – 27 tháng 5 năm 2009) là một nhà kinh tế người Anh, ông là giáo sư tại Đại học Nottingham ở Anh và Đại học California, San Diego ở Hoa Kỳ. Năm 2003, Granger được trao Giải Nobel Kinh tế cùng với Robert F. Engle, vì khám phá trong phân tích dữ liệu chuỗi thời gian góp phần thay đổi cơ bản cách thức phân tích tài chính và dữ liệu kinh tế vĩ mô của các nhà kinh tế.

## Tiểu sử

### Tuổi trẻ
Clive Granger sinh năm 1934 tại Swansea, nam Wales, là con trai của Edward John Granger và Evelyn Granger. Sau đó gia đình ông chuyển tới Lincoln.
Trong Thế chiến II, Granger cùng mẹ tới Cambridge, ông học tiểu học tại đây. Ông bắt đầu học trung học ở Cambridge, nhưng vẫn tiếp tục ở Nottingham, nơi gia đình ông chuyển đến sau chiến tranh. Trong thời gian học, Granger đã bộc lộ tài năng toán học, ông quan tâm đặc biệt tới toán học ứng dụng.
Sau khi tốt nghiệp trung học, Granger theo học tại Đại học Nottingham ngành kinh tế và toán, nhưng chuyển sang học toán hoàn toàn từ năm thứ hai. Sau khi nhận bằng cử nhân năm 1955, ông tiếp tục học tiến sĩ thống kê tại Đại học Nottingham dưới sự hướng dẫn của Harry Pitt.
Năm 1956, ở tuổi 21, Granger được bổ nhiệm làm giảng viên cơ sở về thống kê tại trường đại học. Vì ông quan tâm chủ yếu tới thống kê và kinh tế ứng dụng, Granger đã chọn chủ đề luận án tiến sĩ là phân tích chuỗi thời gian, một lĩnh vực mà ông cảm thấy tương đối ít công trình nghiên cứu vào thời điểm đó. Năm 1959 ông nhận bằng Tiến sĩ với luận án "Phép thử cho phi tính dừng".

## Tác phẩm
- Granger, C. W. J. (1966). "The typical spectral shape of an economic variable". Econometrica. Quyển 34 số 1. tr. 150–161. doi:10.2307/1909859. JSTOR 1909859.
- Granger, C. W. J. (1969). "Investigating causal relations by econometric models and cross-spectral methods". Econometrica. Quyển 37 số 3. tr. 424–438. doi:10.2307/1912791. JSTOR 1912791.
- Granger, C. W. J. and Bates, J. (1969). "The combination of forecasts". Operations Research Quarterly. Quyển 20 số 4. tr. 451–468. doi:10.1057/jors.1969.103.{{Chú thích tạp chí}}:  Quản lý CS1: nhiều tên: danh sách tác giả (liên kết)
- Granger, C. W. J. and Hatanaka, M. (1964). Spectral Analysis of Economic Time Series. Princeton, NJ: Đại học Princeton Press. ISBN 0-691-04177-6.{{Chú thích sách}}:  Quản lý CS1: nhiều tên: danh sách tác giả (liên kết)
- Morgenstern, Oskar; Granger, Clive W. J. (1970). Predictability of stock market prices. Lexington, Massachusetts: Lexington Books (D. C. Heath and Company). tr. xxiii+303.
- Granger, C. W. J. and Joyeux, R. (1980). "An introduction to long-memory time series models and fractional differencing". Journal of Time Series Analysis. Quyển 1. tr. 15–30. doi:10.1111/j.1467-9892.1980.tb00297.x.{{Chú thích tạp chí}}:  Quản lý CS1: nhiều tên: danh sách tác giả (liên kết)
- Granger, C. W. J. and Newbold, P. (1974). "Spurious regressions in econometrics". Journal of Econometrics. Quyển 2 số 2. tr. 111–120. doi:10.1016/0304-4076(74)90034-7.{{Chú thích tạp chí}}:  Quản lý CS1: nhiều tên: danh sách tác giả (liên kết)
- Granger, C. W. J. and Newbold, P. (1977). Forecasting Economic Time Series. Academic Press.{{Chú thích sách}}:  Quản lý CS1: nhiều tên: danh sách tác giả (liên kết)
- Engle, R. F. and Granger, C. W. J. (1987). "Co-integration and error-correction: Representation, estimation and testing". Econometrica. Quyển 55 số 2. tr. 251–276. doi:10.2307/1913236. JSTOR 1913236.{{Chú thích tạp chí}}:  Quản lý CS1: nhiều tên: danh sách tác giả (liên kết)